# One Man Army (гурт)
One Man Army  — американський панк-рок-гурт заснований у Сан-Франциско в 1996 році розпущений у 2005 та знову об'єднаний у 2011. Гурт здобув популярність завдяки вокалісту Green Day Біллі Джо Армстронгу якому сподобався гурт під час їх концерту у East Bay club, і також їх дебютний альбом Dead End Stories був виданий на Adeline Records, лейблі Біллі Джо Армстронга.

## Історія
На початку гурт складався з Jack Dalrymple (гітара, ведучий вокал), Brandon Pollack (ударні) та James Kotter (бас-гітара), на час розпуску гурту учасниками були Dalrymple, Heiko Schrepel (бас-гітара, бек-вокал) та Chip Hanna (ударні).
Dalrymple досі грає на гітарі в гурті Swingin' Utters. Jack також гітарист та вокаліст у гурті Dead to Me, заснованого разом з Brandon Pollack. 31 липня 2009, Dead to Me повідомили, що Джек більше не буде брати участі в гурті у зв'язку з необхідністю більше проводити часу зі своїм новонародженим сином, Джеком Dalrymple III. Dalrymple також заснував інший гурт разом з Spike Slawson and Darius Koski (з гурту Swingin' Utters) під назвою Re-Volts.
У 2011 було оголошено на вебсайті Adeline Records, що One Man Army знову об'єднались та що лейбл Adeline Records планує перевидати їх перші два альбоми.  Склад після об'єднання такий: Jack Dalrymple, Heiko Schrepel, та Brandon Pollack.  4 нові пісні в міні-альбомі під назвою «She's an Alarm» (продюсер Jamie McMann) були видані серпні 2012 на зеленому та рожево-неоновому 7" вінілі. «She's An Alarm» та їх перші два альбоми також були видані в електронному форматі в цей час.
6 квітня, 2015, бас-гітарист Heiko Schrepel помер від цирозу печінки.

## Склад гурту
Поточні учасники
- Jack Dalrymple – ведучий вокал, гітара (1996—2005, 2011—2015)
- Brandon Pollack – ударні

Колишні учасники
- Chip Hanna – ударні
- James Kotter – бас-гітара
- Heiko Schrepel † – бас-гітара, бек-вокал (1996—2005, 2011—2015)

## Дискографія
Студійні альбоми:
- Dead End Stories (1998, Adeline Records)
- Last Word Spoken (2000, Adeline Records)
- Rumors and Headlines (2002, BYO Records)

Міні-альбоми:
- Shooting Blanks EP
- Bootlegger's Son EP, TKO Records
- Fat Club 7", Fat Wreck Chords (2001)
- She's An Alarm, Adeline Records (2012)

DVD:
- One Man Army: The Show Must Go Off (2003 on Kung Fu Records)

Спільні альбоми:
- BYO Split Series Volume V (спільно з Alkaline Trio), BYO Records (2004)